# Liste der Biografien/Rec
Liste der Biografien |
Portal Biografien |
Personensuche
# |
A |
B |
C |
D |
E |
F |
G |
H |
I |
J |
K |
L |
M |
N |
O |
P |
Q |
R |
S |
T |
U |
V |
W |
X |
Y |
Z |
?
 
Ra |
Rb |
Rd |
Re |
Rh |
Ri |
Rj |
Rk |
Rl |
Rm |
Rn |
Ro |
Rr |
Rs |
Rt |
Ru |
Rv |
Rw |
Rx |
Ry |
Rz
 
Rea |
Reb |
Rec |
Red |
Ree |
Ref |
Reg |
Reh |
Rei |
Rej |
Rek |
Rel |
Rem |
Ren |
Reo |
Rep |
Req |
Rer |
Res |
Ret |
Reu |
Rev |
Rew |
Rex |
Rey |
Rez
Die Liste der Biografien führt alle Personen auf, die in der deutschsprachigen Wikipedia einen Artikel haben. Dieses ist eine Teilliste mit 398 Einträgen von Personen, deren Namen mit den Buchstaben „Rec“ beginnt.

## Rec
- Rec-Z (* 1986), deutscher Rapper

### Reca
- Reca, Telma (1904–1979), argentinische Medizinerin, Psychiaterin und Hochschullehrerin
- Recabarren, Luis Emilio (1876–1924), chilenischer Politiker und gilt als der Begründer der chilenischen Arbeiterbewegung
- Recaizade Mahmud Ekrem (1847–1914), türkischer Schriftsteller und Literaturkritiker
- Recalcati, Carlo (* 1945), italienischer Basketballtrainer und -spieler
- Recalde, Andrés (1904–1956), uruguayischer Boxer
- Récamier, Joseph (1774–1852), französischer Arzt und Gynäkologe
- Récamier, Julie (1777–1849), französische Salonnière
- Recanati, Giusto (1789–1861), italienischer Ordensgeistlicher und Kardinal
- Recanati, Menachem ben Benjamin, italienischer Kabbalist
- Recanelli Giustiniani, Pietro, genuesischer Herr auf Chios

### Recb
- Reçber, Hakan (* 1999), türkischer Taekwondoin
- Reçber, Rüştü (* 1973), türkischer FußballtorhüterRüştü Reçber (* 1973)

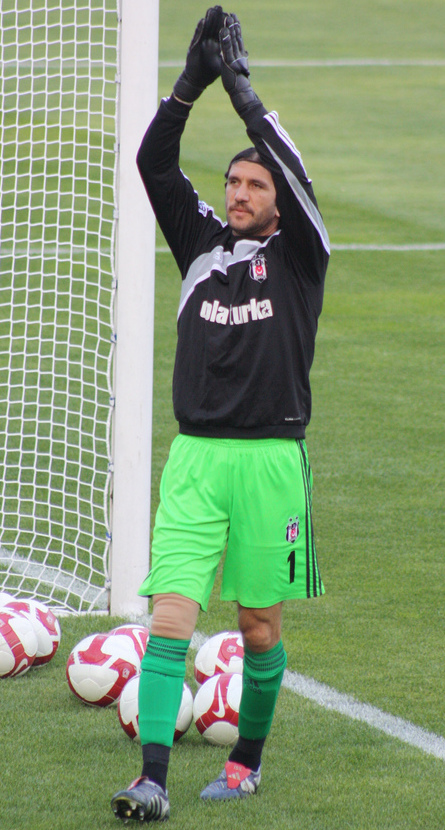
Rüştü Reçber (* 1973)

### Recc
- Reccard, Gotthilf Christian (1735–1798), deutscher evangelischer Theologe und Astronom
- Recchi, Mark (* 1968), kanadischer Eishockeyspieler und -trainer
- Recchia, Alberto (1935–2017), italienischer Fußballspieler
- Recchia, Carmelo Domênico (1921–2015), italienischer Geistlicher, emeritierter Abt von Claraval
- Recchia, Lucia (* 1980), italienische Skirennläuferin
- Reccius, Karl-Hermann (1916–2003), deutscher Verwaltungsjurist
- Recco, Giovan Battista, neapolitanischer Stilllebenmaler
- Recco, Giuseppe (1634–1695), neapolitanischer Stilllebenmaler

### Rece
- Recean, Dorin (* 1974), moldauischer Politiker
- Recep, Abdullah (* 1955), türkischer General
- Receveaux, Hélène (* 1991), französische Judoka
- Receveur, Philippe (* 1963), Schweizer Politiker (CVP)

### Rech
- Rech, Anthony (* 1992), französischer Eishockeyspieler
- Rech, Bianca (* 1981), deutsche FußballspielerinBianca Rech (* 1981)

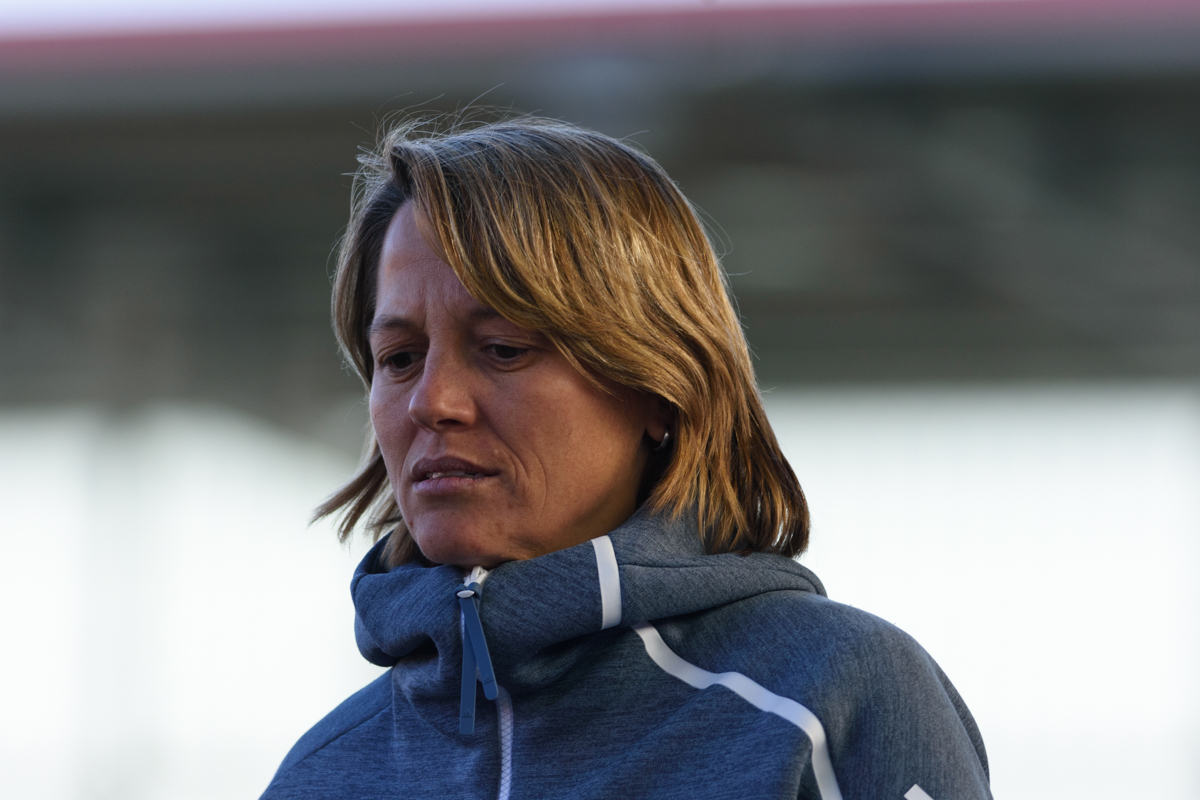
Bianca Rech (* 1981)

- Rech, Christoph (* 1993), deutscher Fußballspieler
- Rech, Felix (* 1977), deutscher Theaterschauspieler
- Rech, Fernando (* 1974), brasilianischer Fußballspieler
- Rech, Freddy (* 1980), französischer Skirennläufer
- Rech, Gabriele, deutsche Opernregisseurin und Hochschullehrerin
- Rech, Georges (* 1929), französischer Modeschöpfer
- Rech, Günter Matthias (1932–1987), österreichischer evangelisch-lutherischer Theologe
- Rech, Heribert (* 1950), deutscher Politiker (CDU), MdL, Innenminister des Landes Baden-WürttembergHeribert Rech (* 1950)

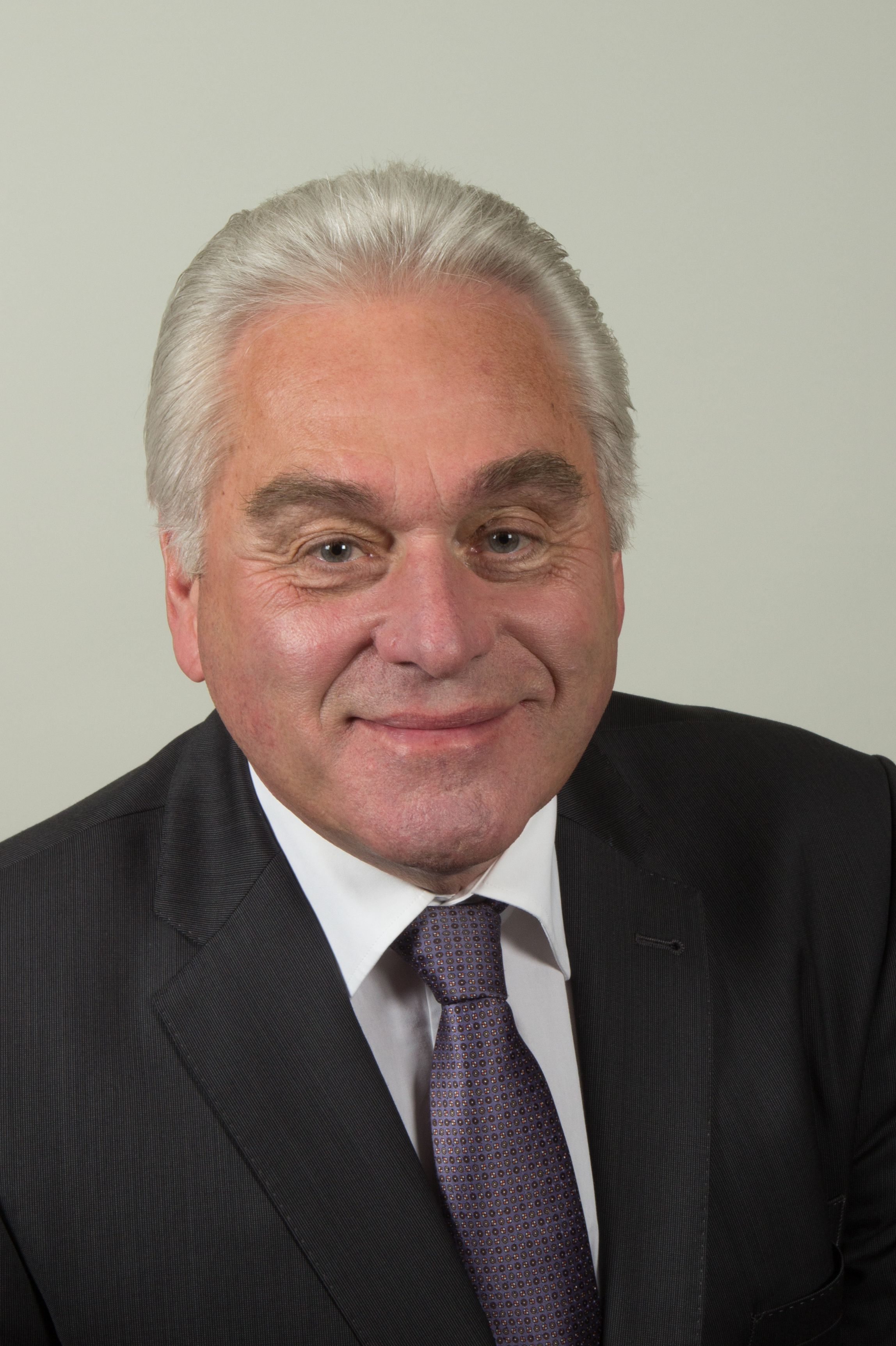
Heribert Rech (* 1950)

- Rech, Johannes (1936–1987), deutscher Politiker (SED), Jugend- und Sportfunktionär
- Rech, Josef (1856–1919), deutscher Gymnasiallehrer und Bürgermeister in Sablon (Metz)
- Rech, Kerstin (* 1962), deutsche Autorin
- Rech, Liz (* 1975), deutsche Dramaturgin und Regisseurin
- Rech, Louis (1926–2012), luxemburgischer Gewerkschafter
- Rech, Manfred (* 1942), deutscher Prähistoriker
- Rech, Maximilian (* 1886), Landrat
- Rech, Roland Yuno (* 1944), französischer Zen-buddhistischer Meister und Autor
- Rech, Rouven (* 1973), deutscher Dokumentarfilmer, Medienwissenschaftler, Medienkünstler
- Recha, Amy (* 1992), singapurischer Fußballspieler
- Rechardt, Esko (* 1958), finnischer Segler und Olympiasieger
- Rechbauer, Karl (1815–1889), österreichischer Jurist und Politiker, Landtagsabgeordneter
- Rechberg, Albert von (1803–1885), deutscher Adliger und Präsident der württembergischen Kammer der Standesherren
- Rechberg, Albrecht Graf von (1920–2013), deutscher Jurist
- Rechberg, Aloys von (1766–1849), deutscher Diplomat und Politiker
- Rechberg, Anton von (1776–1837), bayerischer Generalleutnant und Hofmeister
- Rechberg, Arnold (1879–1947), deutscher Künstler, Journalist und PolitikerArnold Rechberg (1879–1947)

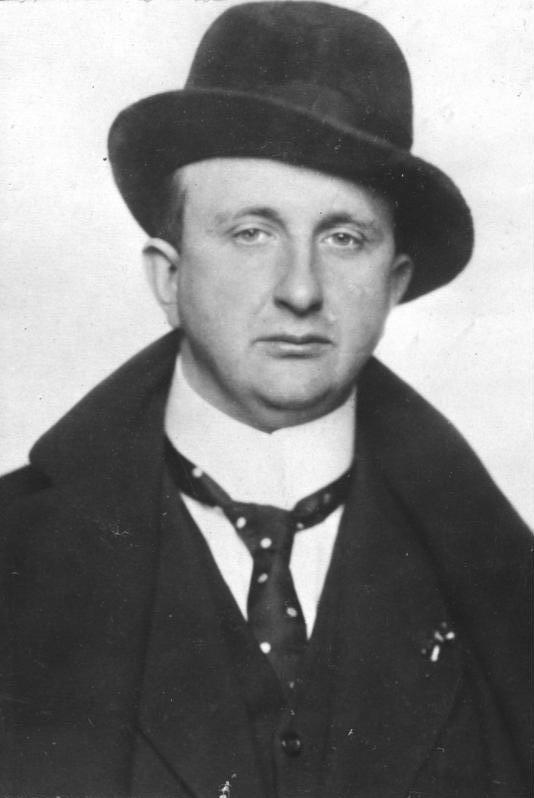
Arnold Rechberg (1879–1947)

- Rechberg, August von (1783–1846), bayerischer Verwaltungsbeamter, Richter und Parlamentarier
- Rechberg, Bernhard von (1806–1899), österreichischer Diplomat und Außenminister
- Rechberg, Fritz (1868–1939), deutscher Unternehmer
- Rechberg, Johann Rudolf von (1606–1660), Fürstpropst von Ellwangen; Administrator des Hochstifts Augsburg
- Rechberg, Konrad von († 1473), Administrator des Bistums Chur
- Rechberg, Otto von (1833–1918), deutscher Adliger und Präsident der württembergischen Kammer der Standesherren
- Rechberg, Wolf Konrad von († 1617), bayerischer Adliger
- Rechberger, Alois (1935–2009), österreichischer Schmied und Politiker (SPÖ), Abgeordneter zum Nationalrat
- Rechberger, Augustin (1800–1864), österreichischer katholischer Geistlicher und Theologe
- Rechberger, Daniel (* 1995), österreichischer Fußballspieler
- Rechberger, Daniela (* 1980), österreichische Triathletin
- Rechberger, Georg (1758–1808), österreichischer Kirchenrechtler
- Rechberger, Georges (* 1961), Schweizer Kunstmaler
- Rechberger, Gerhard (* 1946), österreichischer römisch-katholischer Ordenspriester und emeritierter Propst von Stift Vorau
- Rechberger, Helmut (* 1968), österreichischer Ressourcenmanager und Universitätsprofessor
- Rechberger, Julian (* 1995), österreichischer Radsportler und Triathlet
- Rechberger, Rudolf (* 1899), österreichisches Opfer eines Justizirrtums
- Rechberger, Uwe (* 1971), deutscher evangelischer Theologe
- Rechberger, Walter (* 1945), österreichischer Rechtswissenschaftler und Hochschullehrer
- Reche, Hans, deutscher Verwaltungsjurist
- Reche, Johann Wilhelm (1764–1835), deutscher lutherischer Geistlicher, Schriftsteller und Kirchenlieddichter
- Reche, Otto (1879–1966), deutscher Anthropologe, Ethnologe und HochschullehrerOtto Reche (1879–1966)

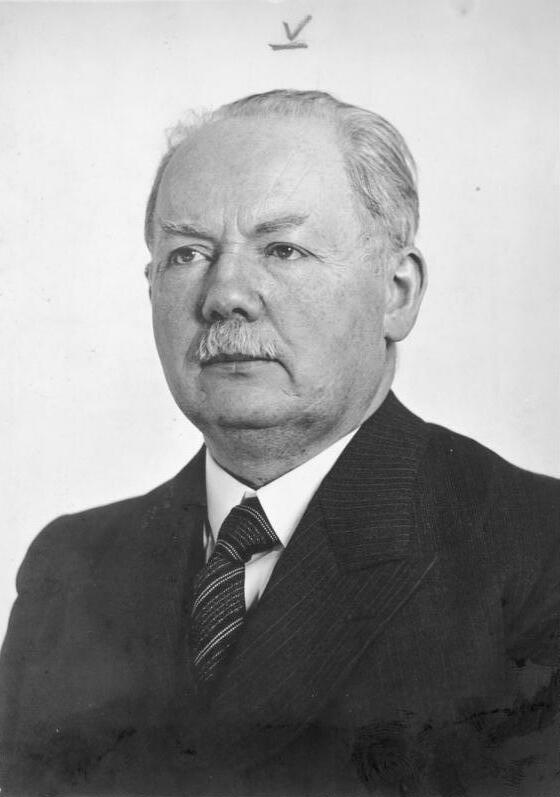
Otto Reche (1879–1966)

- Recheis, Athanasius (1926–2006), österreichischer Benediktiner, Abt der Abtei Seckau
- Recheis, Käthe (1928–2015), österreichische Kinder- und Jugendbuchautorin
- Rechel, Bernward (* 1948), deutscher Politiker (CDU)
- Rechel, Curt (1902–1973), deutscher Kapitän zur See, Ritterkreuzträger
- Rechel, Eitel-Friedrich (* 1916), deutscher Politiker (CDU), MdV
- Rechel-Mertens, Eva (1895–1981), deutsche Romanistin und Übersetzerin
- Rechen-August (1882–1928), deutscher Rechenkünstler und Braunschweiger Stadtoriginal
- Rechenauer, Georg (* 1956), deutscher Altphilologe und Hochschullehrer
- Rechenbach, Dagmar (* 1957), deutsche Juristin, Gerichtspräsidentin und Verfassungsrichterin in Hessen
- Rechenbach, Horst (1895–1968), deutscher Offizier, zuletzt SS-Oberführer, nationalsozialistischer Politiker, Forscher und Schriftsteller
- Rechenbach, Ulrich (* 1982), deutscher Schauspieler
- Rechenberg, Adam (1642–1721), lutherischer Theologe
- Rechenberg, Albrecht von (1861–1935), deutscher Gouverneur in Deutsch-Ostafrika, Generalkonsul in Warschau und Politiker (Zentrum), MdRAlbrecht von Rechenberg (1861–1935)

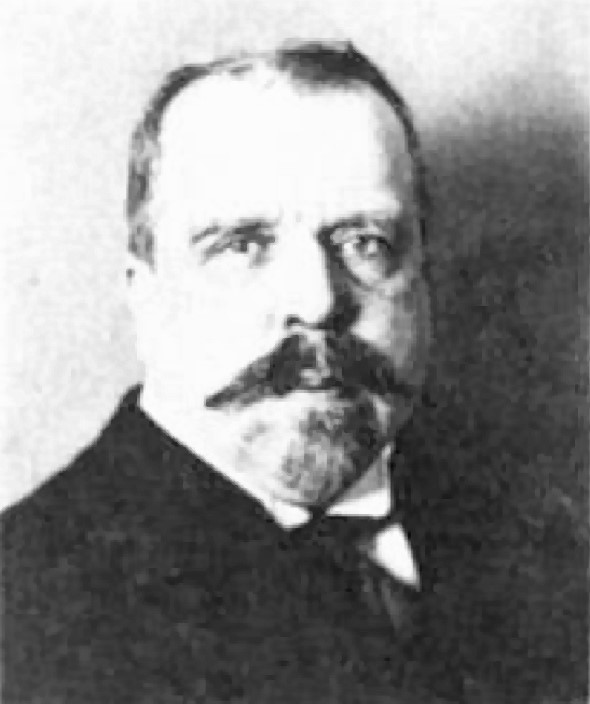
Albrecht von Rechenberg (1861–1935)

- Rechenberg, Brigitte von (1890–1967), deutsche Schriftstellerin
- Rechenberg, Carl Georg Friedrich von (1785–1854), deutscher Regierungsrat
- Rechenberg, Carl Otto (1689–1751), deutscher Rechtswissenschaftler, Dichter und Historiker
- Rechenberg, Ernst von (1788–1858), kurländischer Landespolitiker
- Rechenberg, Freda Freifrau von (1869–1962), deutsche Politikerin (DNVP), MdL (Preußen)
- Rechenberg, Friedrich Georg von (1891–1966), deutscher Schriftsteller
- Rechenberg, Georg von (1846–1920), preußischer Generalleutnant
- Rechenberg, Hans Albrecht Freiherr von (1892–1953), deutscher Politiker (FDP), MdB
- Rechenberg, Hans-Joachim (1910–1977), deutscher Journalist, Pressereferent von Reichswirtschaftsminister Walther Funk und in der Nachkriegszeit Mitarbeiter des Bundesnachrichtendienstes
- Rechenberg, Helmut (1937–2016), deutscher Physiker und Wissenschaftshistoriker
- Rechenberg, Ingo (1934–2021), deutscher Bioniker und Ingenieur
- Rechenberg, Johann Georg von (1610–1664), sächsischer Oberhofmarschall
- Rechenberg, Johann Georg von (1660–1729), sächsischer Kreishauptmann
- Rechenberg, Melchior von (1549–1625), Landeshauptmann der Grafschaft Glatz
- Rechenberg, Peter (* 1933), deutsch-österreichischer Informatiker
- Rechenberg, Wilhelm Freiherr von (1903–1968), deutscher Bildhauer
- Rechenberg-Schneidemann, Brigitte von (* 1953), Schweizer Veterinärmedizinerin
- Rechenberger, Johannes (1909–1982), deutscher Mediziner und Hochschullehrer
- Rechenmacher, Hans (* 1962), deutscher katholischer Theologe
- Rechentin, Thomas (* 1963), deutscher Verwaltungsjurist und politischer Beamter
- Recher, Alecs (* 1975), Schweizer Jurist
- Recher, Charles (1950–2017), US-amerikanischer Installationskünstler
- Recher, Johannes (1783–1860), Schweizer Politiker
- Recher, Peter Emil (1879–1948), deutscher Lithograf und Maler
- Rechetre, Königin der altägyptischen 4. Dynastie
- Rechfuß, Ernst August Friedrich (1779–1854), Abgeordneter im württembergischen Landtag
- Rechholz, Christian (* 1972), deutscher Politiker (ÖDP)
- Rechiar († 456), Suebenkönig
- Rechichi, Elise (* 1986), australische Seglerin
- Rechila († 448), König der Sueben
- Rechinger, Karl (1867–1952), österreichischer Botaniker
- Rechinger, Karl Heinz (1906–1998), österreichischer Botaniker
- Rechkemmer, Gerhard (* 1951), deutscher Ernährungswissenschaftler und Physiologe
- Rechkemmer, Klaus (* 1957), deutscher Fußballspieler
- Rechkemmer, Kuno (* 1951), deutscher Wirtschaftsingenieur
- Rechle, Gerold (1964–2021), deutscher Bürgermeister
- Rechlicz, Joel (* 1987), US-amerikanischer Eishockeyspieler
- Rechlík, Karel (* 1950), tschechischer Maler
- Rechlin, Carl (1802–1875), deutscher Schlachten- und Genremaler
- Rechlin, Carl (1836–1882), deutscher Militär- und Genremaler
- Rechlin, Elisabeth (1930–2021), deutsche Schwimmerin
- Rechlin, Eva (1928–2011), deutsche Schriftstellerin
- Rechlin, Karl (1769–1796), deutscher Schriftsteller
- Rechlis, Gad (* 1967), israelischer Schachspieler
- Rechmire, Wesir im alten Ägypten zur Zeit des Neuen Reichs
- Rechn, Günther (* 1944), deutscher Maler und Grafiker
- Rechn, Urs (* 1978), deutscher Schauspieler, Sprecher und RegisseurUrs Rechn (* 1978)

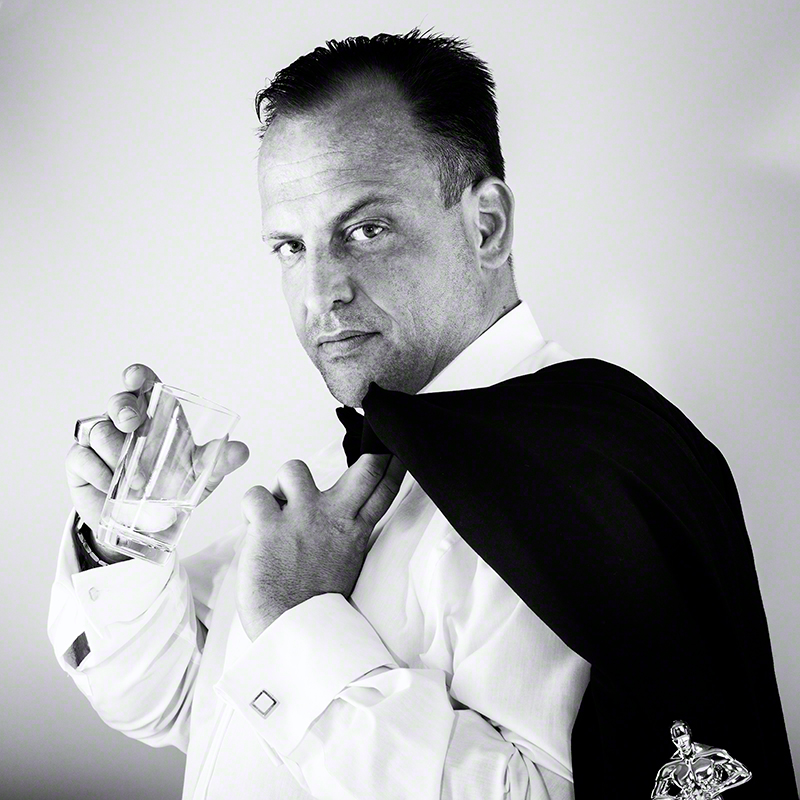
Urs Rechn (* 1978)

- Rechner, Beatrix (* 1951), Schweizer Hochspringerin
- Rechner, Michael (* 1980), deutscher Fußballtorhüter und Torwarttrainer
- Rechnitzer, Alexander († 1922), österreich-ungarischer Erfinder auf dem Gebiet der Rechenmaschinen
- Rechnitzer, Elisabeth (1937–1993), österreichischer Politiker (ÖVP), Landtagsabgeordnete im Burgenland
- Rechnitzer, Franz (1927–1987), österreichischer Politiker (ÖVP), Landtagsabgeordneter im Burgenland
- Rechsteiner, Alice (1896–1946), Schweizer Frauenrechtlerin
- Rechsteiner, Friedrich (1840–1916), Schweizer Bankier und Konsul
- Rechsteiner, Johann Bartholome (1748–1818), Schweizer Textilunternehmer, Gemeindepräsident, Landesbauherr, Landesfähnrich, Landeshauptmann und Landesstatthalter
- Rechsteiner, Johann Bartholome (1810–1893), Schweizer Mechaniker und Erfinder
- Rechsteiner, Johann Konrad (1797–1858), Schweizer Theologe, reformierter Pfarrer und Botaniker
- Rechsteiner, Johannes (1618–1665), Schweizer Gemeindepräsident, Landammann und Tagsatzungsgesandter
- Rechsteiner, Kurt (1931–2017), Schweizer Radsportler und nationaler Meister im Radsport
- Rechsteiner, Martin (* 1989), liechtensteinischer Fußballspieler
- Rechsteiner, Paul (* 1952), Schweizer Rechtsanwalt, Politiker (SP) und GewerkschafterPaul Rechsteiner (* 1952)

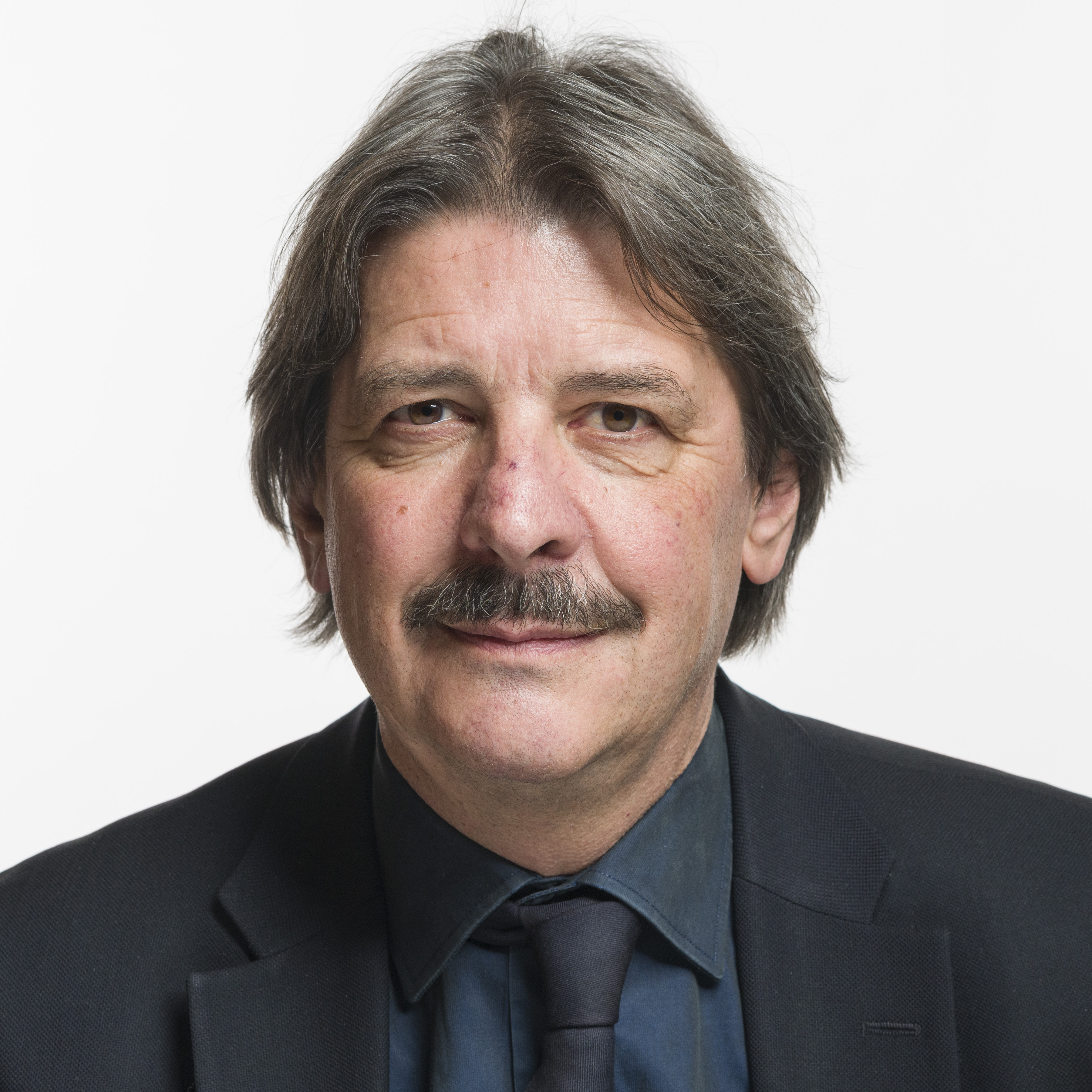
Paul Rechsteiner (* 1952)

- Rechsteiner, Rudolf (* 1958), Schweizer Politiker (SP)
- Rechsteiner, Thomas (* 1971), Schweizer Politiker (CVP)
- Recht, Albert William (1898–1962), US-amerikanischer Astronom
- Recht, Ernst (1881–1971), deutscher Verwaltungsjurist und Bezirksoberamtmann
- Recht, Heinz (1938–2025), deutscher Fernsehproduzent
- Recht, Josef (1871–1927), polnisch-österreichischer Schauspieler und Sänger
- Recht, Kobi (* 1947), israelischer Sänger und Filmschauspieler
- Recht, Laerke (* 1983), dänische Archäologin
- Rechtacek, Lothar (1943–2013), deutscher Maler, Grafiker und Bildhauer
- Rechten, Georg von (1730–1817), kursächsischer General der Infanterie
- Rechtenbacher, Ursula (1934–2024), deutsche Kommunalpolitikerin (SPD)
- Rechter, Dafna (* 1965), israelische Schauspielerin
- Rechter, Gerhard (1951–2012), deutscher Historiker und Archivar
- Rechteren, Zwedera van († 1407), Ordensfrau und Mitgründerin im Kloster Diepenveen
- Rechteren-Limpurg-Speckfeld, Friedrich Ludwig von (1811–1909), deutscher Politiker
- Rechtern, Mario (* 1942), österreichischer Jazzmusiker
- Rechthien, Bernhard (1876–1941), Landtagsabgeordneter Volksstaat Hessen
- Rechtin, Eberhardt (1926–2006), US-amerikanischer Ingenieur und Manager
- Rechtschaffen, Bernard (1922–2015), US-amerikanischer Sprachwissenschaftler
- Rechungpa (1084–1161), Hauptschüler des großen tibetischen Yogi Milarepa
- Rechwiaschwili, Giorgi (* 1988), georgischer Fußballspieler
- Rechy, John (* 1931), US-amerikanischer Autor

### Reci
- Reçica, Besjana (* 1996), kosovarische Fußballspielerin
- Reçica, Çlirim (* 1999), kosovarischer Fußballspieler
- Recino, Angela (* 1966), italienische Journalistin und Regisseurin
- Recinos Lemus, Ángel Antonio (* 1963), guatemaltekischer Geistlicher und römisch-katholischer Bischof von Zacapa
- Recinos, Adrián (1886–1962), guatemaltekischer Historiker, Schriftsteller und Diplomat, Außenminister
- Recio (* 1991), spanischer Fußballspieler
- Recio Gracia, Javier (* 1981), spanischer Animator und Regisseur
- Recio, Armando (* 1927), dominikanischer Sänger (Tenor)
- Recio, Rey Eduardo (* 1991), kubanischer Boxer

### Reck
- Reck, Albert Christoph (1922–2019), deutscher Maler und Grafiker
- Reck, Alexandra, deutsche Golferin, Medaillengewinnerin bei Special Olympics Deutschland
- Reck, Christian (* 1987), deutscher Politiker (AfD)
- Reck, Detlef (* 1965), deutscher American-Football-Spieler und -Trainer
- Reck, Günther, deutscher Biologe und Professor für Meeresbiologie
- Reck, Hans (1886–1937), deutscher Geologe
- Reck, Hans Ulrich (* 1953), Schweizer Kunsthistoriker
- Reck, Hans-Joachim (* 1952), deutscher Politiker (CDU), MdL, Geschäftsführendes Präsidialmitglied und Hauptgeschäftsführer des VKU
- Reck, Hartmut (1932–2001), deutscher Filmschauspieler und Synchronsprecher
- Reck, Heinrich Laurenz († 1610), Generalvikar in Köln
- Reck, Hermann (1847–1931), deutscher Gutsbesitzer und Politiker, MdR (1912–1918)
- Reck, Hermann von der (1822–1902), deutscher Forstbeamter und Parlamentarier
- Reck, Jacob (1867–1913), russischer Bankier und Bauunternehmer
- Reck, Johann Stephan (1779–1854), evangelischer Pfarrer, Historiker und Heimatkundler
- Reck, Johann von (1662–1737), deutscher Hofrat beim Reichstag in Regensburg
- Reck, Karl-Heinz (* 1949), deutscher Politiker (SPD), MdL, Kultusminister von Sachsen-Anhalt
- Reck, Marius (* 1997), deutscher Freestyle-Skier
- Reck, Martin (1874–1945), Landtagsabgeordneter Volksstaat Hessen
- Reck, Monika, deutsche Filmredakteurin und Regieassistentin
- Reck, Norbert (* 1961), deutscher katholischer Theologe, freier Publizist, Übersetzer und Redakteur
- Reck, Oliver (* 1965), deutscher Fußballtorhüter und TorwarttrainerOliver Reck (* 1965)

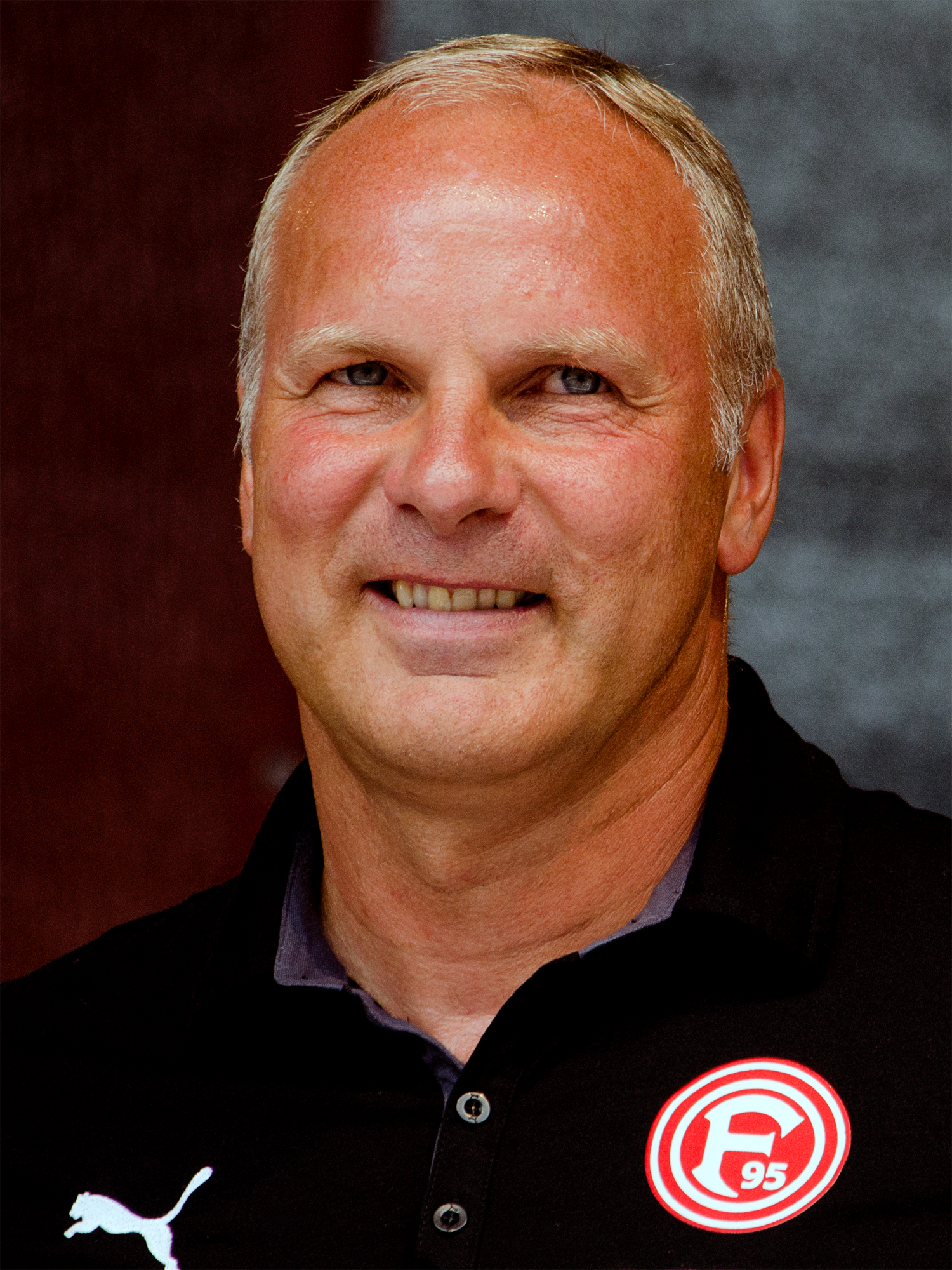
Oliver Reck (* 1965)

- Reck, Oskar (1920–1996), Schweizer Journalist und Publizist
- Reck, Otfried (1944–1962), deutsches Todesopfer der Berliner Mauer
- Reck, Philipp Georg Friedrich von (1710–1798), deutscher Kommissar in Georgia
- Reck, Robert (* 1983), deutscher Kommunalpolitiker
- Reck, Stefan (* 1954), deutscher Schauspieler
- Reck, Stefan Anton (* 1960), deutscher Dirigent und Maler
- Reck, Susann (* 1966), deutsche Filmemacherin, Regisseurin, Autorin und Dramaturgin
- Reck, Thomas (* 1964), deutscher Hockeyspieler
- Reck, Wilhelm von (1886–1964), deutscher Verwaltungsjurist, Landrat in Stolzenau/Nienburg
- Reck, Wilhelm von der (1819–1910), deutscher Verwaltungsbeamter, Rittergutsbesitzer und Parlamentarier
- Reck-Malleczewen, Friedrich (1884–1945), deutscher Schriftsteller und Gegner des Nationalsozialismus
- Reckart, Timothy, US-amerikanischer Regisseur und Animator
- Recke von der Horst, Eberhard von der (1847–1911), deutscher Verwaltungsjurist und Politiker
- Recke von Volmerstein, Friedrich Wilhelm Graf von der (1817–1891), preußischer Adliger und Abgeordneter
- Recke von Volmerstein, Gotthard von der (1785–1857), preußischer Verwaltungsbeamter und Landrat des Kreises Bochum
- Recke von Volmerstein, Philipp von der (1751–1840), preußischer Adliger und Abgeordneter
- Recke zu Heessen, Bernhard Dietrich von der (1630–1703), Domherr in Münster
- Recke zu Heessen, Johann Adolf von der (1710–1745), fürstbischöflicher Kämmerer und Münsterscher Ritter
- Recke zu Heessen, Michael Dietrich von der (1675–1713), Domherr in Münster
- Recke zu Kurl, Theodor Jobst von der (1641–1716), Domherr in Münster, Paderborn und Hildesheim
- Recke zu Neuenburg, Matthias von der († 1580), Komtur zu Doblen
- Recke zu Steinfurt, Anna Maria Theresia von der († 1780), Äbtissin im Stift Nottuln
- Recke zu Steinfurt, Ferdinand Wilhelm von der (1707–1761), kurkölnischer Kämmerer und Domherr in Münster
- Recke zu Steinfurt, Franz Arnold von der (1713–1762), Landdrost im Hochstift Münster
- Recke zu Steinfurt, Johann Friedrich Christian von der (1701–1726), Landdrost im Hochstift Münster und Domherr in Paderborn
- Recke zu Steinfurt, Johann Matthias von der (1672–1739), Landdrost im Hochstift Münster
- Recke, Adalbert von der (* 1930), deutscher GeneralmajorAdalbert von der Recke (* 1930)

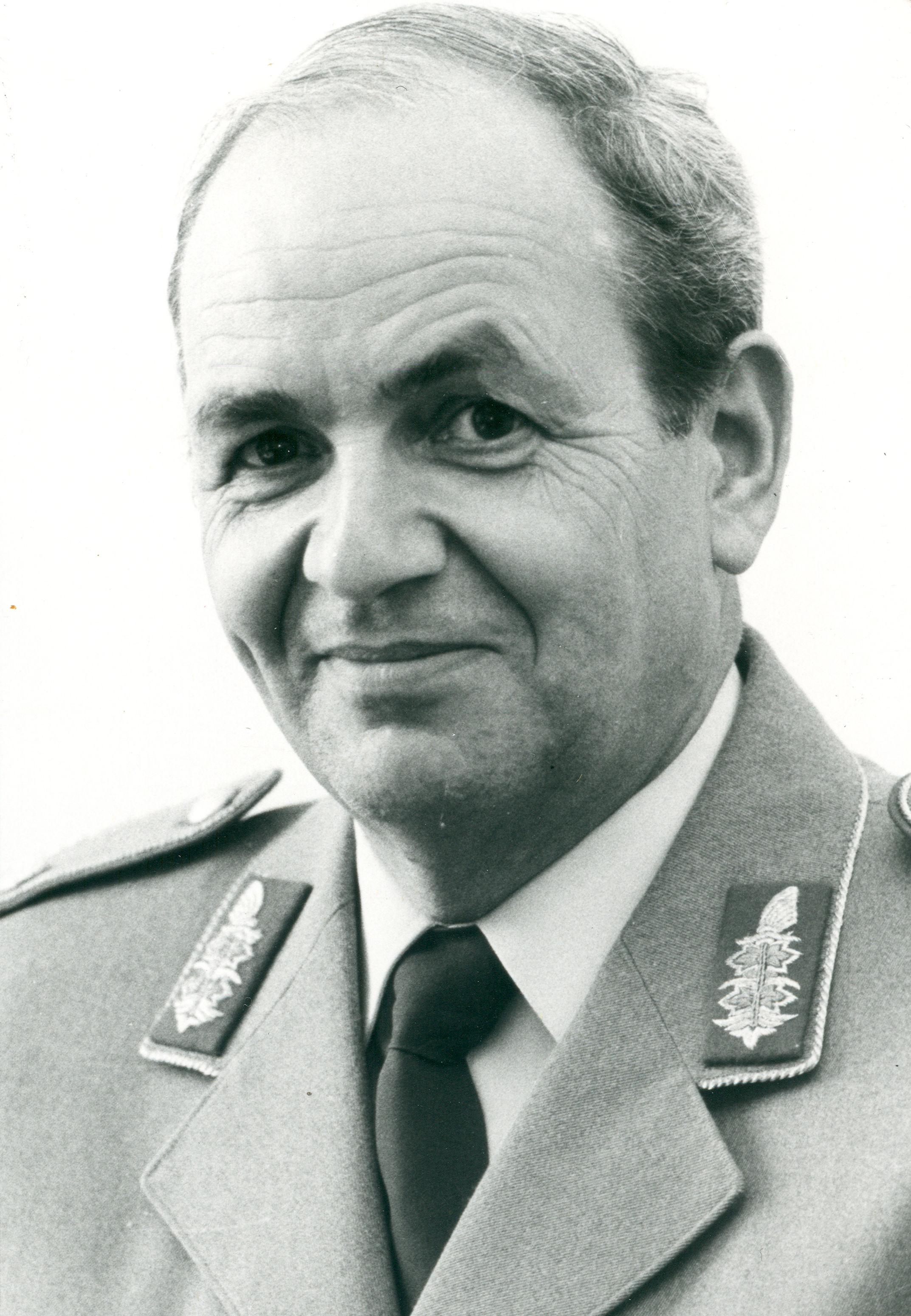
Adalbert von der Recke (* 1930)

- Recke, Adolf Karl Ferdinand von der (1845–1927), preußischer Landrat
- Recke, Adrian von der, Domherr in Münster
- Recke, Anna Maria Theresia von der (1710–1765), adelige Montanunternehmerin
- Recke, Christian von der (* 1960), deutscher Jockey und Trainer im Galoppsport
- Recke, Dietrich Adolf von der (1601–1661), Fürstbischof von Paderborn
- Recke, Eberhard von der (1744–1816), preußischer Politiker und General
- Recke, Eberhard von der (1847–1920), preußischer Verwaltungsjurist, Landrat sowie Regierungspräsident in Köslin
- Recke, Elisa von der (1754–1833), deutsche Dichterin und SchriftstellerinElisa von der Recke (1754–1833)

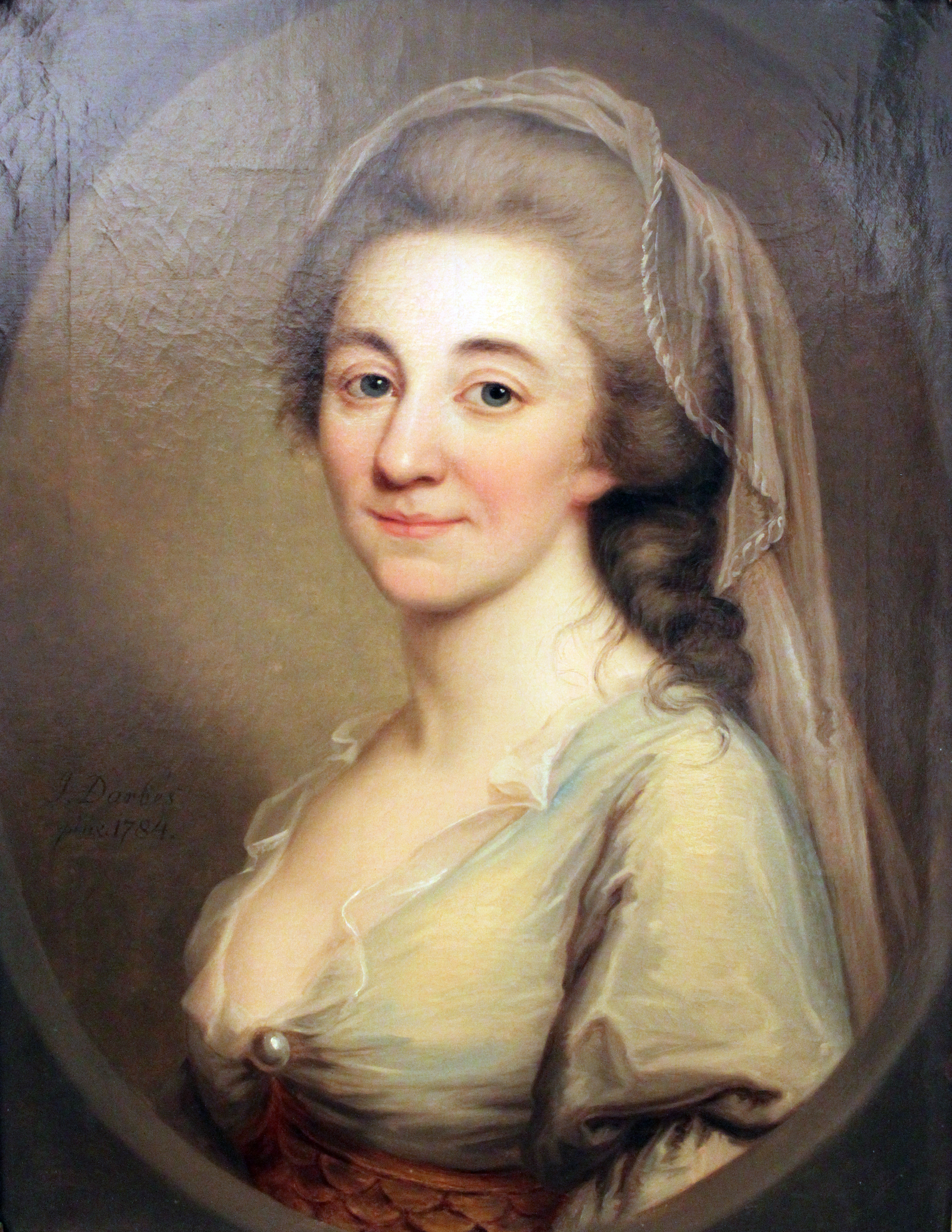
Elisa von der Recke (1754–1833)

- Recke, Ernst von der (1848–1933), dänischer Dichter und Dramatiker
- Recke, Ernst von der (1858–1939), deutscher Verwaltungsbeamter
- Recke, Franz von der (1854–1923), Staatsminister in Schwarzburg-Rudolstadt
- Recke, Gertrud (* 1920), deutsche Kostümbildnerin
- Recke, Gottfried von der, Domherr in Münster
- Recke, Hermann von der (1647–1702), Amtsdroste in Werne
- Recke, Jobst von der († 1625), Domherr in Münster
- Recke, Johann Dietrich von der († 1688), Amtsdroste im Amt Werne und Deputierter der Landespfennigkammer
- Recke, Johann Friedrich von (1764–1846), deutschbaltischer Altertumsforscher und Sammler
- Recke, Johann Richard von der, Domherr in Münster
- Recke, Johann von der († 1551), livländischer Ordensmeister des Deutschen Ordens
- Recke, Karl von der, preußischer Oberst, Chef des Garnisonsregiments Nr. 8
- Recke, Karl von der (1794–1873), deutscher Rittergutsbesitzer und Politiker
- Recke, Kristin (* 1978), deutsche Journalistin und Moderatorin
- Recke, Matthias (* 1968), deutscher Klassischer Archäologe
- Recke, Matthias Friedrich von der (1644–1701), Domdechant in Münster
- Recke, Matthias von der (1565–1638), Landhofmeister des Herzogtums Kurland und Semgallen
- Recke, Neveling von der († 1591), Landkomtur von Westfalen des Deutsche Ordens
- Recke, Ortrud von der (1916–2000), deutsche Adelige und Filmdarstellerin
- Recke, Vitus (1887–1959), deutscher Geistlicher und Abt
- Recke, Walther (1887–1962), deutscher Archivar und Historiker
- Recke, Wessel von der († 1384), Benediktinerabt
- Recke, Wilhelm Christian von der (1741–1819), königlich preußischer Generalmajor und zuletzt im Leibkürassier-Regiment
- Recke-Volmerstein, Adalbert von der (1791–1878), Gründungsvater der DiakonieAdalbert von der Recke-Volmerstein (1791–1878)

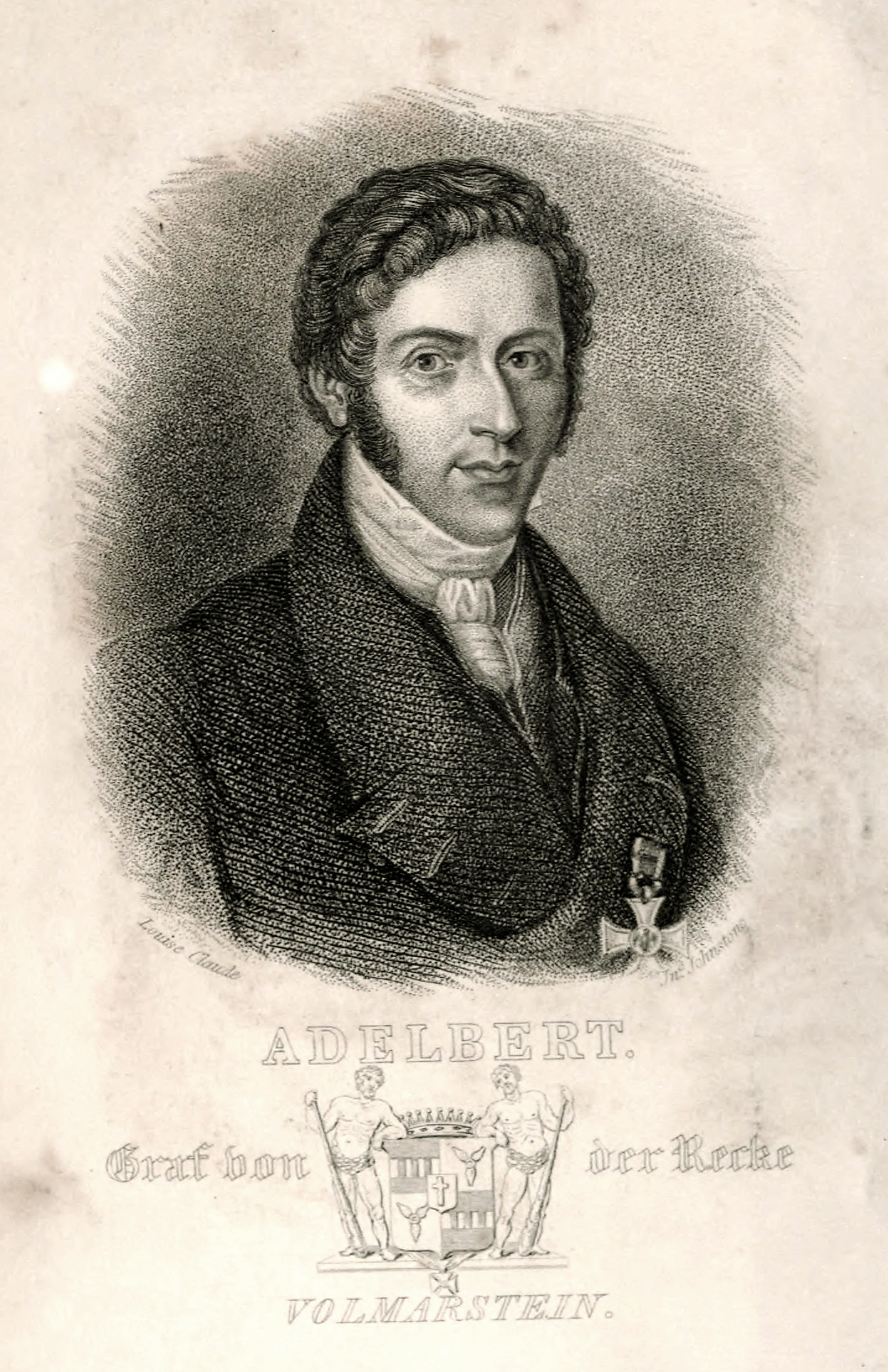
Adalbert von der Recke-Volmerstein (1791–1878)

- Recke-Volmerstein, Mathilde von der (1801–1867), Pionierin der frühen deutschen Erweckungsdiakonie
- Recken, Hugo (1891–1953), deutscher Politiker, Bürgermeister von Osterath
- Recken, Ludwig (1855–1945), Geheimer Baurat und deutscher Politiker (Zentrum)
- Reckendorf, Alois (1841–1911), deutscher Pianist, Komponist und Hochschullehrer
- Reckendorf, Hermann (1825–1875), deutscher Orientalist und Arabist
- Reckendorf, Hermann (1863–1924), deutscher Orientalist, Arabist und Literaturwissenschaftler
- Reckendorf, Hermann (1880–1936), deutscher Buchdrucker, Gebrauchsgraphiker und Verlagsbuchhändler und Gründer des Verlags Hermann Reckendorf
- Reckendorfer, Paul (* 1913), österreichischer Maler und Restaurator
- Reckendrees, Alfred (* 1962), deutscher Wirtschaftshistoriker und Hochschullehrer
- Reckenthäler, Kerstin (* 1982), deutsche Handballspielerin und -trainerin
- Reckenzaun, Anthony (1850–1893), österreichischer Elektroingenieur
- Recker, Anna (* 1949), deutsch-luxemburgische Malerin und Zeichnerin
- Recker, Bernhard (* 1939), deutscher Politiker (CDU), MdL
- Recker, Ingo (1975–2021), deutscher Filmeditor
- Recker, Jan (* 1979), deutscher Wirtschaftsinformatiker
- Recker, Marie-Luise (* 1945), deutsche Historikerin
- Recker, Peter (1913–2003), deutscher Glas- und Mosaikkünstler
- Recker, Thomas (* 1946), deutscher Bildhauer und Grafiker
- Recker, Udo (* 1967), deutscher Mittelalterarchäologe und Bodendenkmalpfleger
- Reckermann, Alfons (* 1947), deutscher Philosoph und Hochschullehrer
- Reckermann, Jonas (* 1979), deutscher Beach-VolleyballspielerJonas Reckermann (* 1979)

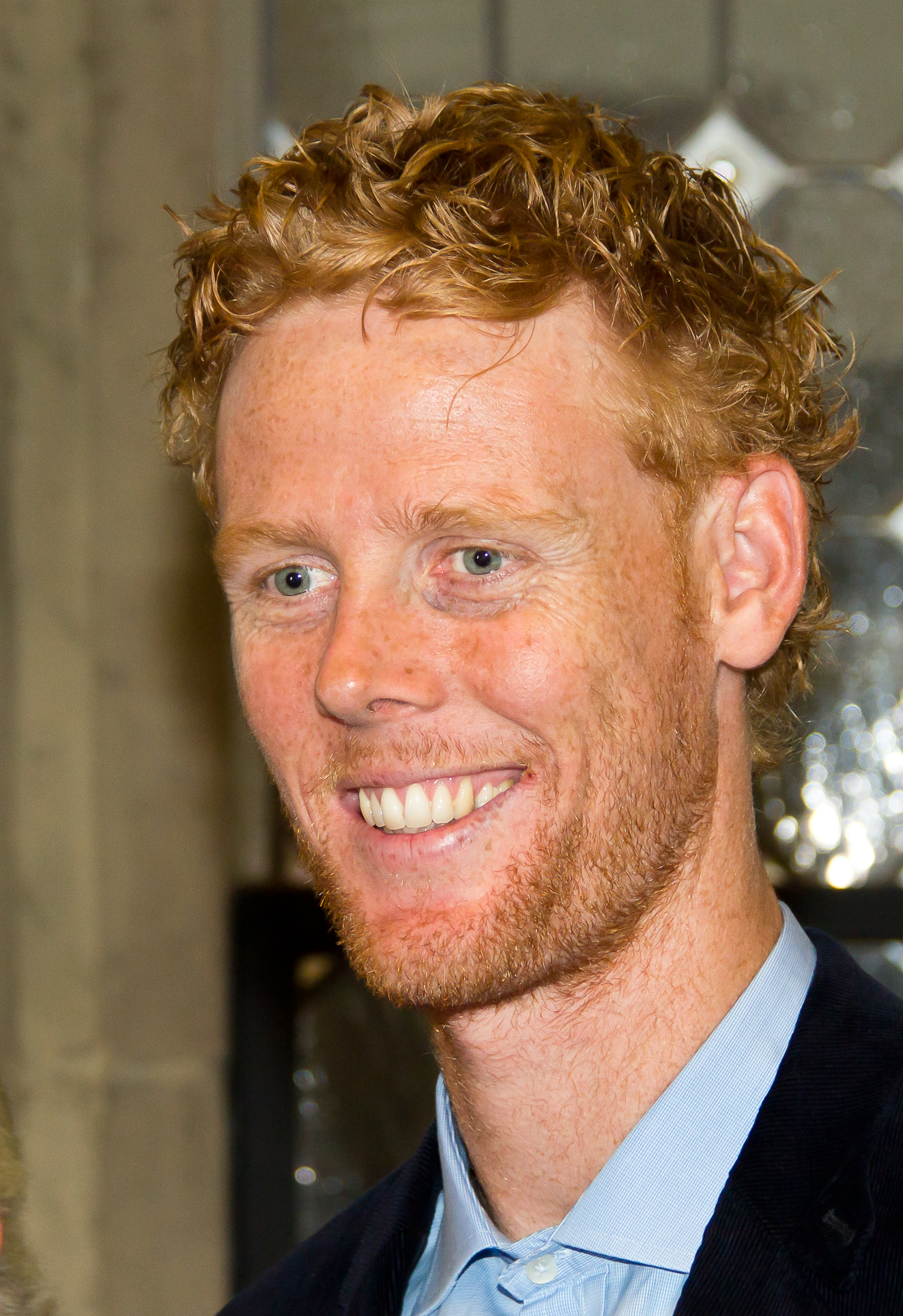
Jonas Reckermann (* 1979)

- Reckers, Aaron (* 1989), deutscher Eishockeyspieler
- Reckers, Hans (* 1953), deutscher Jurist und ehemaliges Mitglied des Vorstandes der Deutschen Bundesbank
- Reckers, Horst (* 1938), deutscher Schauspieler
- Reckers, Rob (* 1981), niederländischer Hockeyspieler
- Reckert, Franz (1914–2004), deutscher Maler, Grafiker und Bildhauer
- Reckert, Jan-Pascal (* 1997), deutscher Fußballtorhüter
- Reckeweg, Ernst (1873–1944), US-amerikanischer Kunstturner
- Reckeweg, Hans-Heinrich (1905–1985), deutscher Arzt
- Reckewerth, Andreas (* 1967), deutscher Rugbyspieler
- Reckewerth, Richard (1897–1970), deutscher Politiker (NSDAP), MdR
- Reckewitz, Marcus (* 1958), deutscher Autor und Lektor
- Reckewitz, Wilfried (1925–1991), deutscher Maler, Graphiker und Glaskünstler
- Reckford, Kenneth Joseph (1933–2021), US-amerikanischer Altphilologe
- Reckford, Mary (* 1992), US-amerikanische Ruderin
- Reckful (1989–2020), US-amerikanischer Twitch-Streamer und E-Sportler
- Recki, Birgit (* 1954), deutsche Philosophin und Hochschullehrerin für praktische Philosophie
- Recking, Anton Joseph (1743–1817), Politiker
- Reckinger, Marc Henri (1940–2023), luxemburgischer Maler, Zeichner und Bildhauer
- Reckitt, Eva Collet (1890–1976), englisch-britische Buchhändlerin und Kommunistin
- Reckitt, Isaac (1792–1862), britischer Chemiker
- Reckleben, Hans (1864–1920), deutscher Chemiker
- Reckless, Walter C. (1898–1988), US-amerikanischer Soziologe und Kriminologe
- Recklies, Viola (1929–1997), deutsche Schauspielerin, Hörspielsprecherin und Übersetzerin
- Reckling, August (1843–1922), deutscher Militärmusiker und Komponist
- Reckling, Frances Kraft (1906–1987), amerikanische Musikerin (Piano, Komposition)
- Reckling, Karl (* 1877), Marine-Intendantur-Sekretär, letzter Küchenmeister im Klosteramt Dobbertin
- Reckling, Karl-August (1915–1986), deutscher Ingenieur und Hochschullehrer
- Recklinghausen, Daniel von (1925–2011), deutscher Elektroingenieur und Widerstandskämpfer
- Recklinghausen, Friedrich Daniel von (1833–1910), deutscher Pathologe und Hochschullehrer
- Recklinghausen, Heinrich Jacob von (1867–1942), deutscher Arzt, Blutdruckforscher und Philosoph
- Reckmann, Alfred (* 1948), deutscher Politiker (SPD), MdL
- Reckmann, Fritz (* 1907), deutscher Politiker (NSDAP), MdR
- Recknagel, Alfred (1910–1994), deutscher Physiker
- Recknagel, Anton (1906–1980), deutscher Architekt der Postbauschule
- Recknagel, Daniela (* 1979), deutsche Juristin, Richterin am Bundesgerichtshof
- Recknagel, Emil (1880–1945), deutscher Widerstandskämpfer gegen den Nationalsozialismus
- Recknagel, Erich (1904–1973), deutscher Skispringer
- Recknagel, Georg (1835–1920), deutscher Physiker und Schuldirektor
- Recknagel, Hans (1938–2010), deutscher Lehrer und Heimatforscher
- Recknagel, Helmut (* 1937), deutscher SkispringerHelmut Recknagel (* 1937)

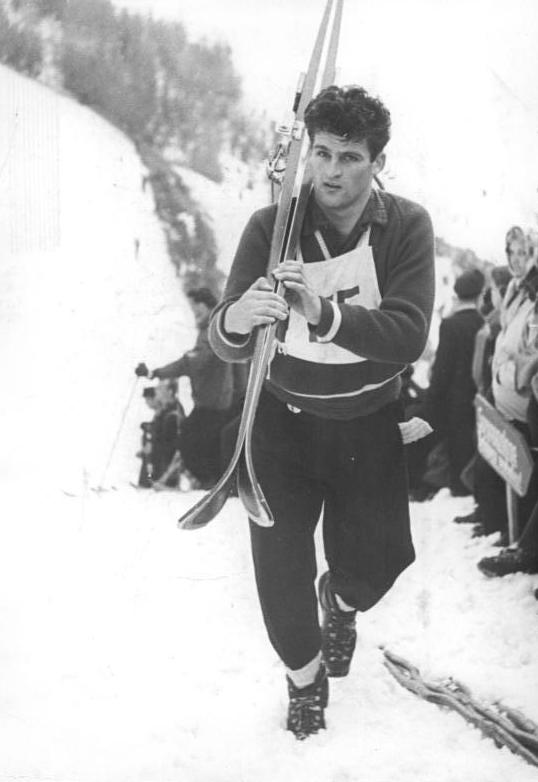
Helmut Recknagel (* 1937)

- Recknagel, Hermann (1869–1919), Heizungs- und Klimatechniker, Begründer eines Fachhandbuchs für Heizung und Lüftung
- Recknagel, Hermann (1892–1945), deutscher General der Infanterie im Zweiten Weltkrieg
- Recknagel, Lutz (* 1966), deutscher Politiker (FDP), MdL
- Recknagel, Manfred (* 1952), deutscher Fußballspieler
- Recknagel, Minna (1882–1945), deutsche kommunistische Widerstandskämpferin gegen den Faschismus
- Recknagel, Otto (1845–1926), deutscher Landschaftsmaler
- Recknagel, Otto (1897–1983), deutscher Politiker (NSDAP), MdR, MdL
- Recknagel, Rolf (1918–2006), deutscher Literaturwissenschaftler
- Recknagl, Theodor (1865–1945), deutscher Porträtmaler
- Recknitz, Hans-Joachim (1931–2013), deutscher Theater- und Filmschauspieler
- Reckow, Eduard von (1769–1835), preußischer Generalleutnant
- Reckow, Fritz (1940–1998), deutscher Musikwissenschaftler
- Reckow, Heinrich von (1815–1895), preußischer Generalmajor und Kommandeur der 29. Kavallerie-Brigade
- Reckow, Joachim von (1898–1976), deutscher Zahnarzt und Hochschullehrer
- Recksik, Carsten (* 1973), deutscher Kunstvermittler
- Reckstat, Otto (1898–1983), deutscher Gewerkschaftsfunktionär und Streikführer beim Volksaufstand in der DDR
- Recktenwald, Engelbert (* 1960), deutscher römisch-katholischer Priester
- Recktenwald, Horst Claus (1920–1990), deutscher Wirtschaftswissenschaftler
- Recktenwald, Johann (1882–1964), deutscher Psychiater, der an den nationalsozialistischen Krankenmorden beteiligt war
- Recktenwald, Johanna (* 2001), deutsche Para-Ski-Sportlerin
- Recktenwald, Karl (1931–1964), deutscher Motorradrennfahrer
- Recktenwald, Rudolf (1920–2010), deutscher Politiker (SPD), MdL, MdB
- Recktenwald, Udo (* 1962), deutscher Politiker (CDU)
- Reckter, Helmut (1933–2004), deutscher Missionar in Simbabwe und erster Bischof von Chinhoyi
- Reckweg, Morten (* 1988), dänischer Radrennfahrer
- Reckwitz, Andreas (* 1970), deutscher Soziologe und KulturwissenschaftlerAndreas Reckwitz (* 1970)

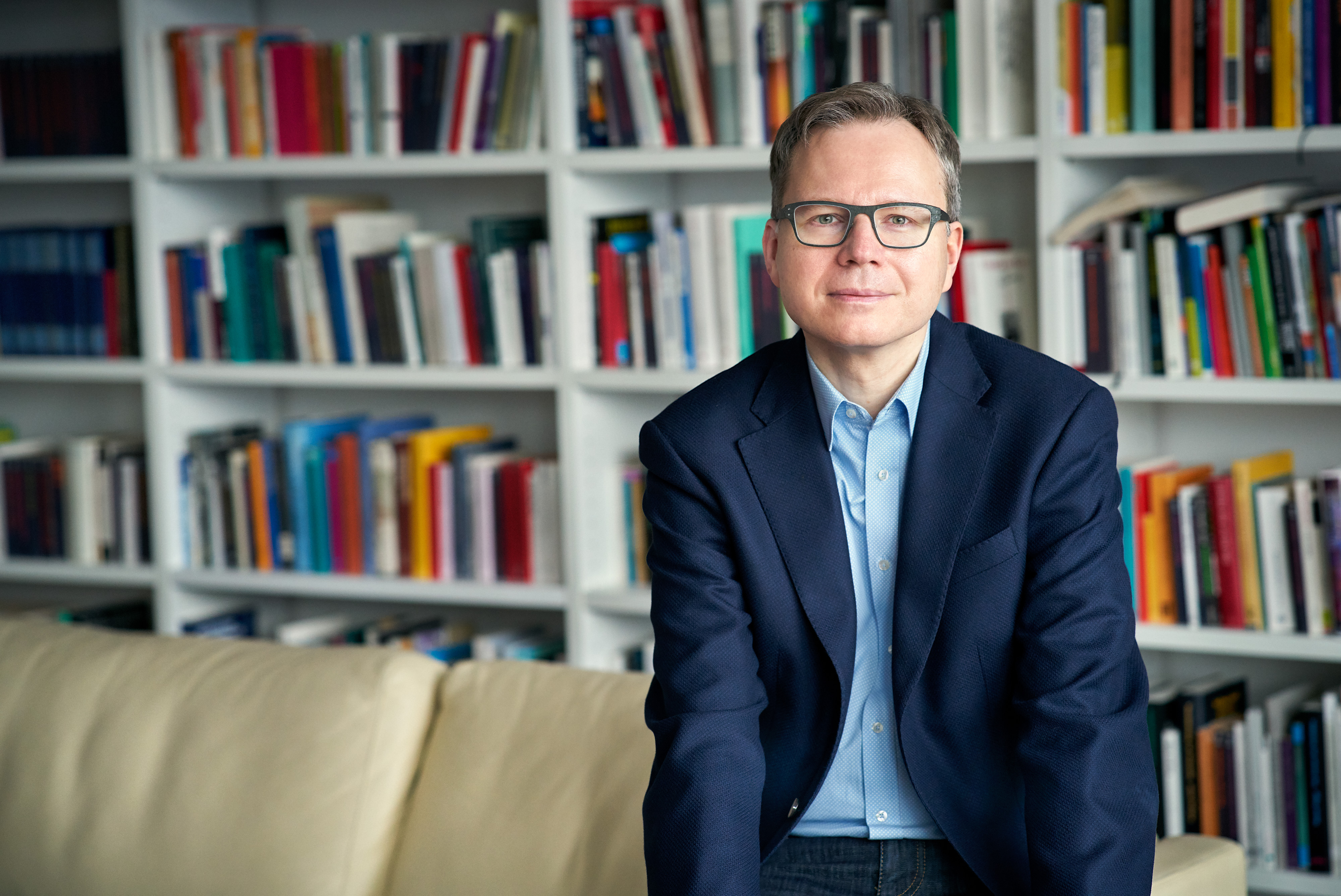
Andreas Reckwitz (* 1970)

- Reckwitz, Erhard (* 1943), deutscher Anglist
- Reckzeh, Frank (* 1978), deutscher Handballspieler
- Reckzeh, Matthias (* 1973), deutscher Handballspieler und -trainer
- Reckzeh, Paul (1913–1996), deutscher Arzt und Gestapo-Spitzel
- Reckzeh, Uwe (* 1958), deutscher Elektronik-Musiker
- Reckziegel, Anton (1865–1936), österreichischer Maler
- Reckziegel, Cornelia (* 1969), deutsche Tischtennisspielerin
- Reckziegel, Hannes, deutscher Koch

### Recl
- Recla, Cölestin (1842–1908), Meraner Baumeister
- Recla, Josef (1905–1987), österreichischer Sportwissenschaftler
- Reclam, Anton Philipp (1807–1896), deutscher Verleger und BuchhändlerAnton Philipp Reclam (1807–1896)

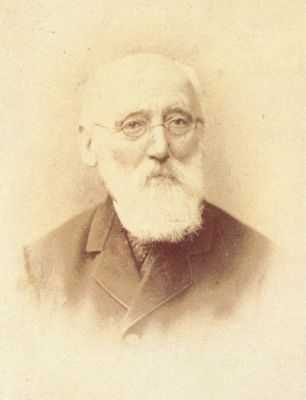
Anton Philipp Reclam (1807–1896)

- Reclam, Carl Heinrich (1776–1844), deutscher Verleger und Buchdrucker
- Reclam, Ernst (1876–1953), deutscher Verleger
- Reclam, Frédéric (1734–1774), deutscher Maler
- Reclam, Hans Emil (1881–1943), deutscher Verleger
- Reclam, Hans Heinrich (1840–1920), deutscher Verleger und Geheimer Kommerzienrat
- Reclam, Heinrich (1910–1984), deutscher Verleger und Buchhändler
- Reclam, Karl Heinrich (1821–1887), deutscher Mediziner und populär-medizinischer Schriftsteller
- Reclam, Rolf (1913–1977), deutscher Verleger
- Reclam, Viktor (1871–1946), deutscher Konteradmiral
- Reclus de Molliens († 1231), pikardischer altfranzösischer Dichter
- Reclus, Élie (1827–1904), französischer Ethnologe und Anarchist
- Reclus, Élisée (1830–1905), französischer Geograph und Anarchist
- Reclus, Jacques (1796–1882), französischer Pastor
- Reclus, Paul (1847–1914), französischer Chirurg
- Récluz, César Auguste (1799–1873), französischer Apotheker und Malakologe

### Reco
- Recoba, Álvaro (* 1976), uruguayischer Fußballspieler
- Recoba, Emilio (1904–1992), uruguayischer Fußballspieler
- Recoing, Aurélien (* 1958), französischer Theater- und Film-Schauspieler
- Recondite, deutscher Musiker, Technoproduzent, Labelbetreiber und KlangkünstlerRecondite

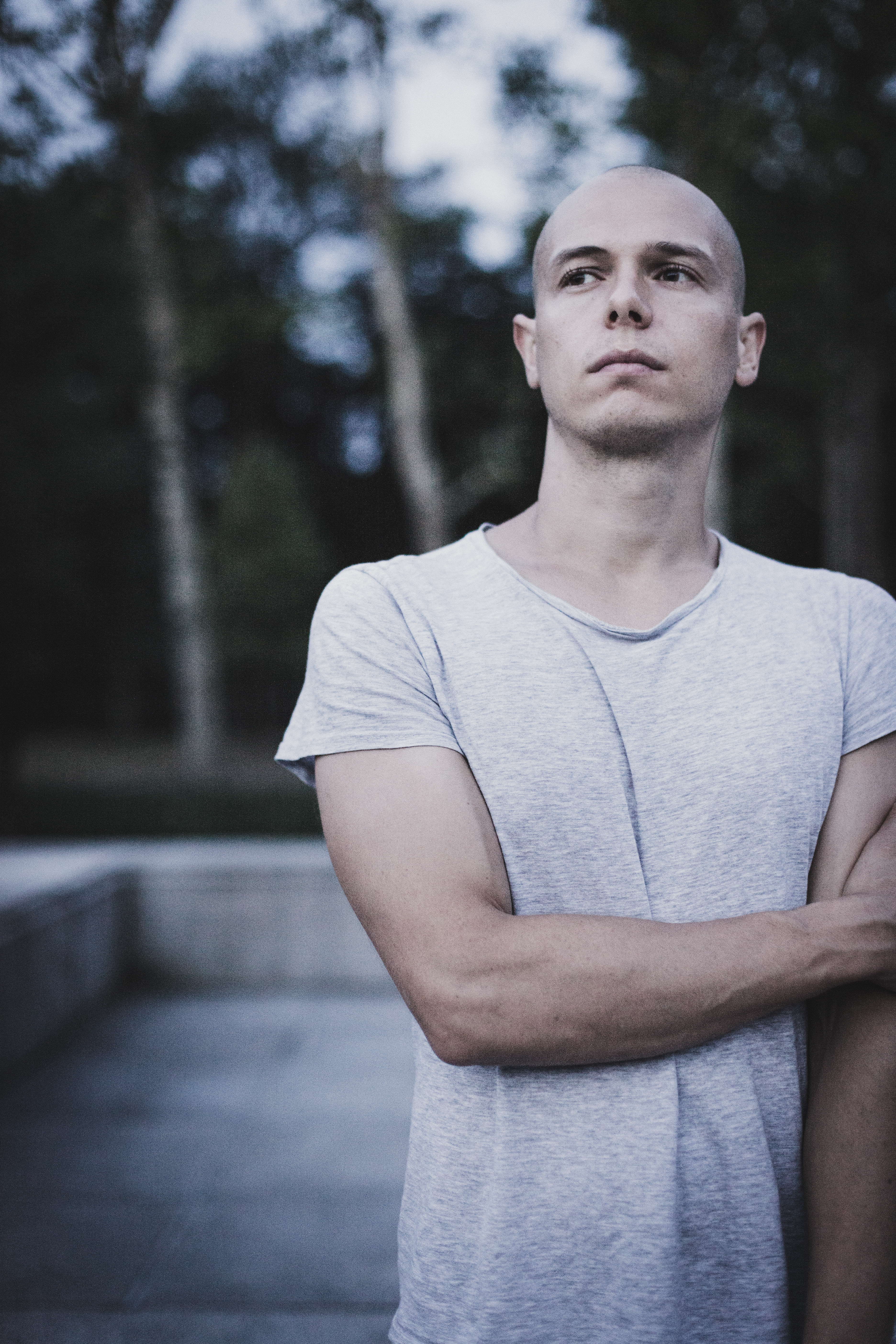
Recondite

- Recoque, Alice (1929–2021), französische Ingenieurin und Informatikerin
- Recorde, Robert (1510–1558), englischer Mediziner und Mathematiker
- Recordon, Benjamin (1845–1938), Schweizer Architekt
- Recordon, Luc (* 1955), Schweizer Politiker
- Records, Max (* 1997), US-amerikanischer Schauspieler
- Recouderc, Laurent (* 1984), französischer Tennisspieler

### Recs
- Récsey, Ádám (1775–1852), ungarischer Soldat, Feldzeugmeister und Politiker
- Récsey, Róbert (* 1939), ungarischer Generalmajor

### Rect
- Rectanus, Hans (* 1935), deutscher Musikwissenschaftler, Musikpädagoge, Organist und Chorleiter
- Recto, Claro M. (1890–1960), philippinischer Politiker, Jurist und Autor
- Recto, Ralph (* 1964), philippinischer Politiker und Unternehmer
- Rector, Henry Massey (1816–1899), US-amerikanischer Jurist und Politiker
- Rector, James (1884–1949), US-amerikanischer Jurist und Leichtathlet
- Rector, Jeff (* 1958), US-amerikanischer Schauspieler, Filmproduzent, Filmregisseur und Drehbuchautor

### Recu
- Recuenco, Eugenio (* 1968), spanischer Fotograf und Regisseur
- Recum, Andreas van (1765–1828), bayerischer und französischer Beamter bzw. Politiker in verschiedenen Ämtern
- Recum, Johann Nepomuk van (1753–1801), Unternehmer, Firmengründer, Porzellan und Steingutproduzent
- Recum, Otto von (1821–1885), Gutsbesitzer, preußischer stv. Landrat und Offizier
- Recum, Peter van (1716–1783), Leinenkaufmann zu Budel, Dürkheim, Wattenheim und Grünstadt
- Recurt, Adrien (1798–1872), französischer Politiker

### Recz
- Reczek, Miłogost (1961–2021), polnischer Schauspieler und Synchronsprecher
- Réczi, László (* 1947), ungarischer Ringer